# Villa Faraggiana (Meina)
Villa Faraggiana è un edificio ottocentesco nel comune di Meina (Novara). La villa deve il suo nome alla nobile famiglia novarese che ne fu la prima proprietaria, insieme all'omonima villa ligure, posta nel comune di Albissola. Una volta costruita, la villa divenne presto un centro di vita culturale, politica e sociale per Meina, Solcio, Lesa e dintorni.
L'elegante struttura neoclassica, situata in posizione elevata sulla sponda piemontese del Lago Maggiore, fu fatta edificare tra il 1852 e il 1855 da Alessandro Faraggiana, su disegno di Antonio Busser (1795-1872). 
Le scuderie, due case rurali ed un ampio parco ne costituiscono il naturale corredo. 

Nel 1889 Raffaele Faraggiana fece successivamente costruire uno chalet-museo su progetto dell'ingegner Colombo, poi ampliato nel 1904, anno in cui fu anche realizzata la darsena.
Nel parco si potevano ammirare in libertà animali domestici ed esotici.
Al parco ed al museo provvedeva uno stuolo di domestici perché il luogo fosse sempre pronto ad accogliere ospiti e visitatori da Meina e dai paesi vicini, ai quali era così offerta l'occasione di un viaggio in mondi sconosciuti.
Nino Bixio fu ospite dei Faraggiana nel 1861. 

Antonietta Faraggiana, sorella di Raffaele, sposò Domenico Farini in seconde nozze; intrattenne abituali contatti con vari patrioti e politici e fu amica della Regina Margherita.
Nel periodo della seconda guerra mondiale e soprattutto nel dopoguerra la villa subì varie occupazioni che ne provocarono il degrado.

L'ultimo proprietario, Alessandro (figlio di Raffaele e di Catherine), nel 1952 fece dono della villa ad un istituto religioso, le Sorelle Poverelle di Bergamo, affinché fosse adibita a ricovero. Nel 2009 la proprietà è stata frazionata: lo chalet-museo è stato acquistato dal Comune (e riattivato dalla Fondazione UniversiCà con il nome di Museo Meina), la villa invece è di proprietà di una società immobiliare.

## Il Museo Meina
Di particolare interesse è l'area dello chalet-museo voluta da Raffaello Faraggiana quale museo privato con collezione etnografica di famiglia. È composta da uno chalet liberty, costruito nel 1889 e completato nel 1904, che accoglieva una notevole raccolta di animali tassidermizzati e di reperti etnografici raccolti dall'esploratore Ugo Ferrandi e da Alessandro Faraggiana nel corso dei loro viaggi; da una struttura polivalente (ex-lavanderia) presumibilmente degli anni trenta del XX secolo e da serre con una torretta belvedere degli inizi del XX secolo. L'area museale è circondata da un parco collinare. 
Il Comune, in seguito a un frazionamento, ha acquisito la proprietà dell'area museale nel 2009, riqualificandola in parte e ne ha affidato la gestione nel 2015 alla Fondazione UniversiCà che, con il nome di Museo Meina, lo ha riaperto al pubblico con esposizioni multimediali, essendo la collezione trasferita al Museo di storia naturale Faraggiana Ferrandi di Novara.
La Fondazione ha restaurato diverse strutture dell'area, tra le quali le Antiche Serre, di particolare pregio architettonico-funzionale, abbandonate per oltre 60 anni e riaperte anch'esse al pubblico nel 2018.